# Geir Digerud
Geir Digerud (né le 19 juin 1956 à Oslo) est un coureur cycliste norvégien, d'abord amateur puis professionnel de 1980 à 1983. Son père Per Digerud (en) a également été coureur cycliste durant les années 1950 et 1960.

## Palmarès

### Par année
- 1973
  -  Champion de Norvège du contre-la-montre juniors
- 1974
  - Champion des Pays nordiques sur route juniors
  -  Champion de Norvège sur route juniors
  - 2e du championnat des Pays nordiques du contre-la-montre par équipes juniors
- 1975
  -  Champion de Norvège du contre-la-montre
- 1976
  -  Champion de Norvège du contre-la-montre
  - 2e du championnat des Pays nordiques du contre-la-montre par équipes
  - 8e du contre-la-montre par équipes aux Jeux olympiques
- 1977
  -  Champion de Norvège sur route
  -  Champion de Norvège du contre-la-montre
- 1978
  - Champion des Pays nordiques du contre-la-montre par équipes (avec Morten Sæther, Dag Erik Pedersen et Jostein Wilmann)
  -  Champion de Norvège sur route
  -  Champion de Norvège du contre-la-montre
  - 2e du championnat des Pays nordiques sur route
- 1979
  - Champion des Pays nordiques sur route
  - Champion des Pays nordiques du contre-la-montre par équipes (avec Morten Sæther, Hans Petter Ødegård (en) et Jostein Wilmann)
  -  Champion de Norvège sur route
  -  Champion de Norvège du contre-la-montre
  -  Médaillé de bronze au championnat du monde du contre-la-montre par équipes
- 1980
  - Champion des Pays nordiques du contre-la-montre par équipes (avec Robert Langvik, Morten Sæther et Hans Petter Ødegård (en))
  -  Champion de Norvège du contre-la-montre
  - Classement général du Tour d'Autriche
  - 3e du Tour du Frioul
- 1981
  - 3e du Trophée Baracchi (avec Raniero Gradi)

### Résultats sur le Tour d'Italie
1 participation
- 1982 : abandon (21e étape)